# Nolensville
Nolensville is een plaats (town) in de Amerikaanse staat Tennessee, en valt bestuurlijk gezien onder Williamson County.

## Demografie
Bij de volkstelling in 2000 werd het aantal inwoners vastgesteld op 3099.
In 2006 is het aantal inwoners door het United States Census Bureau geschat op 2612, een daling van 487 (-15,7%).

## Geografie
Volgens het United States Census Bureau beslaat de plaats een oppervlakte van
24,6 km², geheel bestaande uit land. Nolensville ligt op ongeveer 222 m boven zeeniveau.

## Plaatsen in de nabije omgeving
De onderstaande figuur toont nabijgelegen plaatsen in een straal van 20 km rond Nolensville.